# Gizmodo
Gizmodo е американски уебсайт за дизайн, технологии, наука и научна фантастика. Първоначално е пуснат като част от мрежата Gawker Media, управлявана от Ник Дентон, и работи на платформата Kinja. Gizmodo включва и подблоговете io9 и Earther, които са фокусирани съответно върху поп културата и екологията.
Блогът, стартиран през 2002 г., първоначално е редактиран от Питър Рохас, който по-късно е привлечен от Weblogs, Inc., за да стартира техния подобен технологичен блог, Engadget. До средата на 2004 г. Gizmodo и Gawker заедно носят приходи от приблизително 6500 щ.д. на месец. През 2005 г. VNU Media и Gawker Media сформират съюз за повторно публикуване на Gizmodo в цяла Европа, като VNU превежда съдържанието на френски, немски, нидерландски, испански, италиански и португалски и добавя местен материал от европейски интерес.
След фалит на Gawker Media, Gizmodo е купен от Univision заедно с други уебсайтове на Gawker през август 2016 г. След това през 2019 г. Univision продава Gizmodo Media Group, която включва Gizmodo, на частната инвестиционна компания Great Hill Partners. От април 2019 г. до юни 2024 г. Gizmodo е част от G/O Media. След това уебсайтът е закупен от европейската дигитална медийна компания Keleops Media през юни 2024 г.